# Jankomir
Jankomir je zagrebačko gradsko naselje (kvart) koje se nalazi na zapadnom dijelu grada na periferiji grada. Spada pod gradsku četvrt Stenjevec.
U drugoj polovici 20. stoljeća Jankomir postaje jedna od najznačajnijih zagrebačkih industrijskih zona. Tu se grade velike tvronice i druga poznata poduzeća poput Končara, Jedinstva, Jugorapida, Šavrića, Kontinentalprijevoza, Pismorada, Risa i drugih. U novije vrijeme većinu tih nekadašnjih velikih gospodarskih subjekata zamjenjuje sve veći broj manjih privatnih tvrtki koje se pretežno bave uslužnim djelatnostima. Također, zbog dobrog prometnog položaja, u zadnjih nekoliko godina izgrađeni su trgovački centri. 
U Jankomiru se nalazi i Psihijatrijska bolnica "Jankomir", osnovana 1923. godine. Poštanski broj je 10090.

## Trgovački centri
Poslije Domovinskog rata, utjecaj Zagreba je rastao i grad je postao ekonomski centar regije, preuzimajući dotadašnju poziciju Beograda. Kako je zagrebačko poduzetništvo raslo, grad je počeo privlačiti velike trgovačke lance i shopping centre. Za nekoliko godina oduzeo je Grazu titulu glavnog shopping odredišta zapadnog dijela bivše Jugoslavije. U potražnji jeftinog, a privlačnog građevinskog zemljišta, Jankomir je bio najčešće odabiran zbog svojeg povoljnog položaja: na rubu grada, a opet blizu stanovnicima i relativno blizu centru grada, te još s niskom cijenom zemljišta. 
Istočni dio grada, Peščenica i Žitnjak su također odgovarali ovim uvjetima, ali je tamo sagrađeno manje shopping centara zato što se grad više širio na zapad, a u predjelu grada jugoistočno od križanja Slavonska - Radnička nalazila su se sirotinjska romska naselja.
Jedan od prvih shopping centara otvorenih na Jankomiru bio je bauMaxx, otvoren 2000. godine. Mnogo je drugih centara otvoreno uz Škorpikovu cestu, primjerice Solidum i Pevec u 2003. Sjeverno od križanja s Ljubljanskom avenijom sagrađen je kružni tok uz koji je niknuo novi niz shopping centara uključujući Bauhaus i King Cross. Ti centri su bili smješteni gotovo odmah uz Ljubljansku aveniju, tek nekoliko stotina metara od Zagrebačke obilaznice. 
Danas se na Škorpikovoj cesti, osim velikih centara s alatom i priborom za uređenje okućnice, kao što je primjerice Bauhaus, nalaze i supermarketi namijenjeni isključivo prodaji živežnih namirnica, poput Lidla, te kombinacije toga dvoga (npr. Kika). U trgovačkim centrima kupcima su dostupne mnoge pogodnosti, poput besplatnog parkiranja, restorana ili korištenja bankomata. Velik problem kod shopping centara na Jankomiru je nedostatak javnog prijevoza, iako centri preživljavaju i od kupaca s automobilima. Zbog velike količine prometa križanje Škorpikove ceste i Ljubljanske avenije pretvoreno je u čvor, ali se svejedno nailazi na velike prometne gužve pri kraju radnog vremena trgovačkih centara. Najnovija prinova jankomirskim trgovačkim centrima je City Centar One, koji se nalazi kod rotora u Savskoj Opatovini.